# امید نورافکن
امید نورافکن (زادهٔ ۲۰ فروردین ۱۳۷۶) بازیکن فوتبال اهل ایران است که در پست دفاع چپ و هافبک برای تیم ملی فوتبال ایران بازی می‌کند.
امید نورافکن سابقه بازی در باشگاه‌های استقلال، شارلوا، ملوان و سپاهان را دارد. وی برای تیم ملی فوتبال، تیم ملی فوتبال جوانان، تیم ملی نوجوانان نیز بازی کرده است و سابقهٔ کاپیتانی تیم ملی امید را هم دارد.

## عملکرد باشگاهی

### استقلال
امید نورافکن در ۲۶ آذر ۱۳۹۴، با ۱۸ سال و ۸ ماه و ۶ روز سن، در ترکیب ثابت استقلال در بازی مقابل صبای قم قرارگرفت در حالی که استقلال از دقیقه ۲۶ با اخراج بهنام برزای ۱۰ نفره شده بود، امید حدود ۸۰ دقیقه بازی کرد که این بازی با نتیجه ۰–۱ به نفع استقلال پایان یافت.او با وجود سن سال کمش خیلی زود مطرح و محبوب شد او در شهرآورد تهران پاس گل سوم تیمش را برای کاوه رضایی ارسال کرد که دربی ۸۴ با نتیجه ۳–۲ به نفع استقلال پایان یافت.در لیگ هفدهم با مصدومیت میلاد زکی پور او در پست دفاع چپ به میدان رفت و توانست توانایی‌های خود را در این پست ثابت کند. در استقلال بخاطر توانای او در چند پست مختلف او لقب «بمب‌افکن» گرفت.

### شارلوا بلژیک
امید نورافکن در تابستان ۲۰۱۸ با قراردادی به شارلوا بلژیک پیوست.

### بازگشت به استقلال (قرضی)
امید نورافکن در ۲۶ ژوئیه ۲۰۱۹ با قراردادی به مدت شش ماه به صورت قرضی به استقلال پیوست.

### سپاهان
پس از اتمام قرارداد قرضی نورافکن با استقلال، این بازیکن در اواخر مرداد ۱۳۹۸ به صورت قرضی به سپاهان پیوست. وی در اوایل تیر ماه ۱۳۹۹ به صورت رسمی قراردادی سه ساله با سپاهان اصفهان امضا کرد از مهر ۱۳۹۸ سرمربی وقت تیم ملی ایران، مارک ویلموتس وی را به تیم ملی دعوت کرد.

### ملوان (قرضی)
امید نورافکن در سال ۱۴۰۳ برای گذارندن دوران سربازی به ملوان بندرانزلی پیوست.

## آمار باشگاهی
| عملکرد        | عملکرد        | عملکرد        | لیگ  | لیگ | جام      | جام      | قاره‌ای | قاره‌ای | مجموع | مجموع |
| فصل           | باشگاه        | لیگ           | بازی | گل  | بازی     | گل       | بازی   | گل     | بازی  | گل    |
| —             | —             | —             | لیگ  | لیگ | جام حذفی | جام حذفی | آسیا   | آسیا   | مجموع | مجموع |
| ------------- | ------------- | ------------- | ---- | --- | -------- | -------- | ------ | ------ | ----- | ----- |
| ۲۰۱۵–۲۰۱۶     | استقلال       | لیگ برتر      | ۱۱   | ۰   | ۰        | ۰        | ۰      | ۰      | ۱۱    | ۰     |
| ۲۰۱۶–۲۰۱۷     | استقلال       | لیگ برتر      | ۱۴   | ۳   | ۰        | ۰        | ۶      | ۰      | ۲۰    | ۳     |
| ۲۰۱۷–۲۰۱۸     | استقلال       | لیگ برتر      | ۲۴   | ۱   | ۴        | ۱        | ۶      | ۰      | ۳۴    | ۲     |
| ۲۰۱۸–۲۰۱۹     | استقلال       | لیگ برتر      | ۹    | ۰   | ۰        | ۰        | ۵      | ۰      | ۱۴    | ۰     |
| مجموع استقلال | مجموع استقلال | مجموع استقلال | ۵۸   | ۴   | ۴        | ۱        | ۱۷     | ۰      | ۷۹    | ۵     |
| ۲۰۱۸–۲۰۱۹     | شارلوا        | لیگ بلژیک     | ۲    | ۰   | ۰        | ۰        | –      | –      | ۲     | ۰     |
| مجموع شارلوا  | مجموع شارلوا  | مجموع شارلوا  | ۲    | ۰   | ۰        | ۰        | –      | –      | ۲     | ۰     |
| ۲۰۱۹–۲۰۲۰     | سپاهان        | لیگ برتر      | ۲۳   | ۳   | ۳        | ۰        | ۶      | ۰      | ۳۲    | ۳     |
| ۲۰۲۰–۲۰۲۱     | سپاهان        | لیگ برتر      | ۳۰   | ۲   | ۳        | ۰        | ۰      | ۰      | ۳۳    | ۲     |
| ۲۰۲۱–۲۰۲۲     | سپاهان        | لیگ برتر      | ۲۸   | ۴   | ۱        | ۰        | ۶      | ۰      | ۳۵    | ۴     |
| ۲۰۲۲–۲۰۲۳     | سپاهان        | لیگ برتر      | ۲۹   | ۷   | ۲        | ۰        | ۰      | ۰      | ۳۱    | ۷     |
| ۲۰۲۳–۲۰۲۴     | سپاهان        | لیگ برتر      | ۱۶   | ۰   | ۵        | ۱        | ۲      | ۰      | ۲۳    | ۱     |
| مجموع سپاهان  | مجموع سپاهان  | مجموع سپاهان  | ۱۲۶  | ۱۶  | ۱۴       | ۱        | ۱۴     | ۰      | ۱۵۴   | ۱۷    |
| ۲۰۲۴–۲۰۲۵     | ملوان         | لیگ برتر      | ۳۰   | ۴   | ۴        | ۱        | –      | –      | ۳۴    | ۵     |
| مجموع ملوان   | مجموع ملوان   | مجموع ملوان   | ۳۰   | ۴   | ۴        | ۱        | –      | –      | ۳۴    | ۵     |
| مجموع آمار    | مجموع آمار    | مجموع آمار    | ۲۱۶  | ۲۴  | ۲۲       | ۳        | ۳۱     | ۰      | ۲۶۹   | ۲۷    |

## آمار ملی

### بازی‌های ملی
تا تاریخ ۱۰ ژوئن ۲۰۲۵
| ایران | ایران | ایران | ایران  |
| سال   | بازی  | گل    | پاس گل |
| ----- | ----- | ----- | ------ |
| ۲۰۱۸  | ۱     | ۰     | ۱      |
| ۲۰۲۰  | ۲     | ۰     | ۰      |
| ۲۰۲۱  | ۵     | ۰     | ۰      |
| ۲۰۲۲  | ۶     | ۰     | ۲      |
| ۲۰۲۳  | ۴     | ۰     | ۲      |
| ۲۰۲۴  | ۱۰    | ۱     | ۲      |
| ۲۰۲۵  | ۲     | ۰     | ۰      |
| مجموع | ۳۰    | ۱     | ۷      |

### گل‌های ملی
| شماره | تاریخ        | میزبان | بازی ملی | حریف      | نتیجه | رقابت                  |
| ----- | ------------ | ------ | -------- | --------- | ----- | ---------------------- |
| ۱     | ۲۱ مارس ۲۰۲۴ | تهران  | ۱۹       | ترکمنستان | ۵–۰   | مقدماتی جام جهانی ۲۰۲۶ |

## عملکرد ملی

### نوجوانان ایران
امید نورافکن ۵ بازی رسمی در این رده انجام داده و ۱ گل هم زده است.

### جوانان ایران
او سابقه بازی برای تیم ملی فوتبال جوانان ایران را نیز در کارنامه دارد و ۳ گل نیز در این رده سنی به ثمر رسانده است.

### امید ایران
امید نورافکن در زمان بازی با پیراهن استقلال بارها به تیم ملی امید دعوت شد اما با توجه به نیاز مبرم باشگاه استقلال به این بازیکن با فرستادن این بازیکن به تیم ملی امید مخالفت می‌شد به همین دلیل سه بازیکن استقلال مهدی قایدی، مجید حسینی و امید نورافکن با حکم کمیته انضباطی فدراسیون فوتبال از حضور در مسابقات باشگاهی و همراهی استقلال محروم شدند، که بعدها این محرومیت لغو شد. امید نورافکن سابقه کاپیتانی تیم ملی فوتبال امید ایران را نیز دارد.

### ایران
او اولین بار در مارس ۲۰۱۸ برای تیم ملی در بازی دوستانه با سیرالئون بازی کرد و با یک سانتر به محمدرضا خانزاده یک پاس گل را نیز به نام خود ثبت کرد. امید نورافکن اولین گل ملی خود را در برابر ترکمنستان در مسابقات انتخابی جام جهانی ۲۰۲۶ در ورزشگاه آزادی به ثمر رساند.

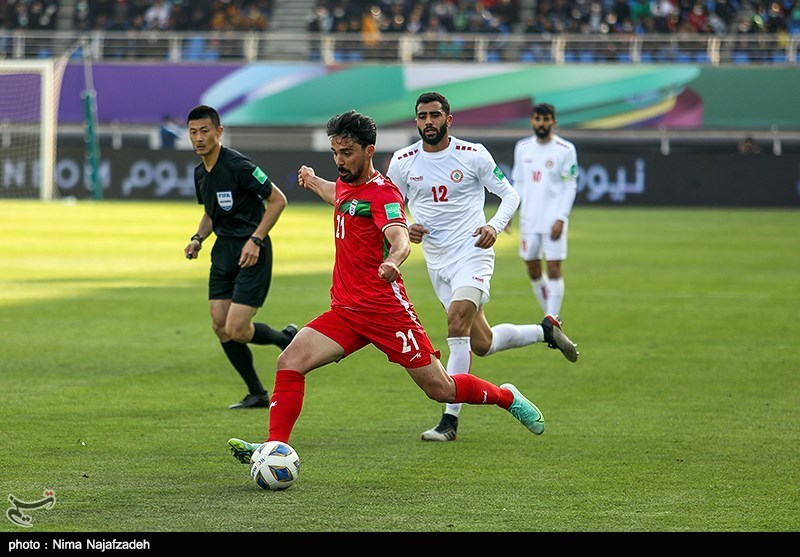
امید نورافکن با پیراهن ایران در برابر لبنان

## افتخارات

### باشگاهی

#### استقلال
- نایب قهرمانی جام حذفی (۱): ۹۵–۱۳۹۴[۱۷]
- نایب قهرمانی لیگ برتر (۱): ۹۶–۱۳۹۵
- قهرمانی جام حذفی (۱): ۹۷–۱۳۹۶[۱۸]

#### سپاهان
- نایب قهرمانی لیگ برتر (۲): ۱۴۰۰–۱۳۹۹، ۰۲–۱۴۰۱
- قهرمانی جام حذفی (۱): ۰۳–۱۴۰۲

ملوان بندرانزلی
- نایب قهرمانی جام حذفی (۱): ۰۴–۱۴۰۳

### ملی

##### تیم ملی ایران
- قهرمانی مسابقات قهرمانی فوتبال آسیای مرکزی(۱):۲۰۲۳[۱۹]

### فردی
- پدیده جوان لیگ برتر فوتبال ایران ۹۶–۱۳۹۵ از نگاه کانون مربیان فوتبال ایران
- بهترین مدافع چپ سال ۱۳۹۹ از نگاه نوروز فوتبالی